# جوديث هواغ
جوديث هواغ (مواليد 29 أكتوبر 1968) ممثلة أمريكية , اشتهرت بتجسيدها شخصية ايبريل آونيل في أول فيلم
سلاحف النينجا في عام 1990.

## روابط خارجية
- جوديث هواغ على موقع IMDb (الإنجليزية)
- جوديث هواغ على موقع ألو سيني (الفرنسية)
- جوديث هواغ على موقع أول موفي (الإنجليزية)
- جوديث هواغ على موقع قاعدة بيانات الأفلام السويدية (السويدية)
- جوديث هواغ على موقع قاعدة بيانات الفيلم (الإنجليزية)
- جوديث هواغ على موقع كينوبويسك (الروسية)